# Jelnianka
Jelnianka – potok, prawostronny dopływ Dunajca (Jeziora Rożnowskiego) o długości 6,17 km. 
Cała jego zlewnia znajduje się na Pogórzu Rożnowskim w powiecie nowosądeckim. Źródło Jelnianki znajduje się na wysokości 480–490 m n.p.m. w miejscowości Siedlce, w gminie Korzenna. 
Początkowo Jelnianka spływa w kierunku zachodnim, później północno-zachodnim. Przepływa przez cztery miejscowości: Siedlce, Słowikowa, Jelna, Sienna. W tej ostatniej uchodzi do  zaporowego Jeziora Rożnowskiego na Dunajcu.
Jej dolina oddziela dwa pasma wzniesień Pogórza Rożnowskiego. Południowe zbocza doliny Jelnianki tworzy Dąbrowska Góra (583 m) i jej grzbiet ciągnący się w południowo-wschodnim kierunku do Klimkówki (512 m), północne zbocza Kobylnicy.